# Sebeïba

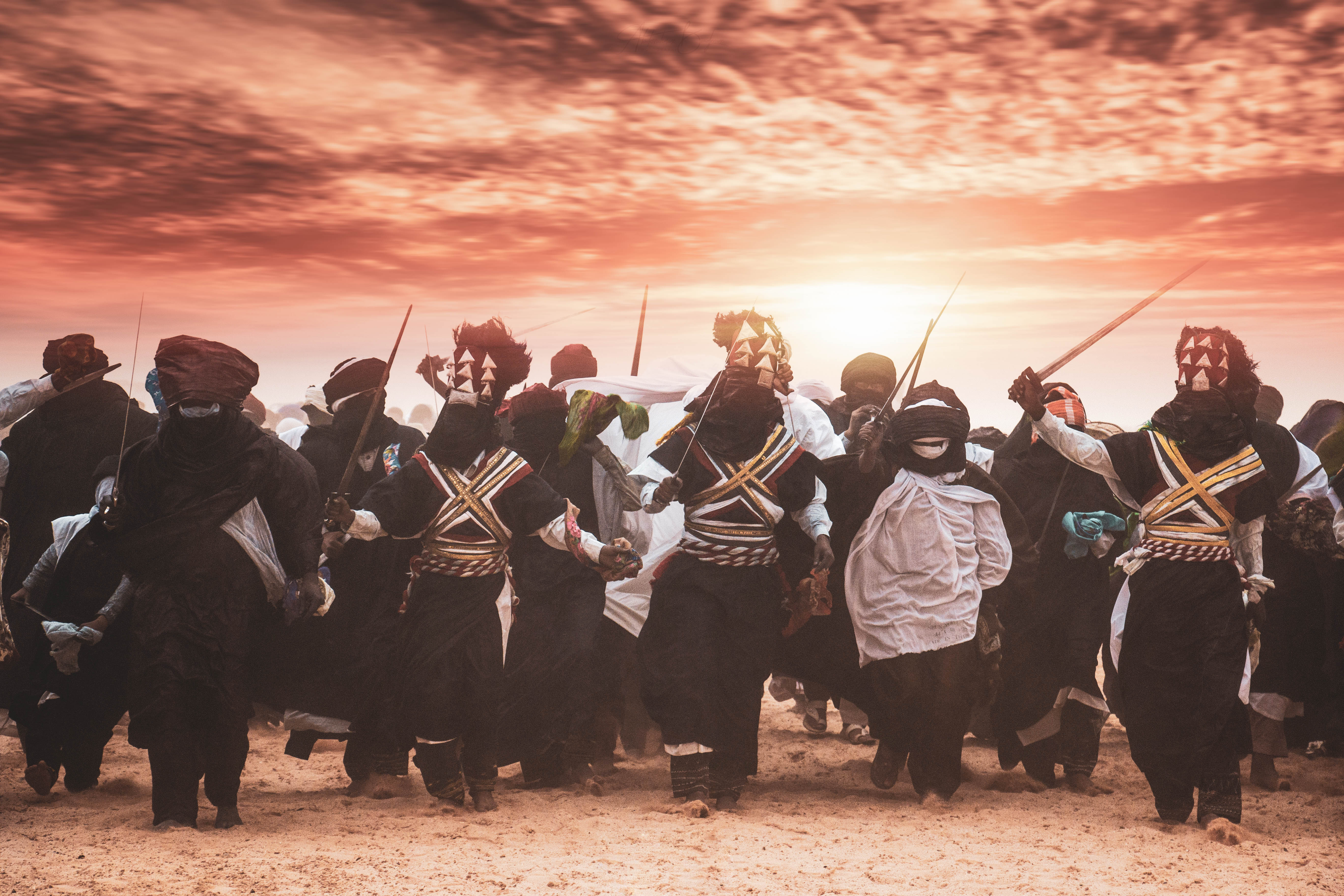
Danseurs de la Sebeïba.

En Algérie, la Sebeïba (en tifinagh : ⵙⴱⵉⴱⴰ, en arabe : السبيبة) désigne une célébration compétitive pratiquée par deux communautés de Djanet. Elle mêle danse, chant, et port de costume traditionnel. En 2014, l'UNESCO l'inscrit sur la liste représentative du patrimoine culturel immatériel de l'humanité, sous l'intitulé Le rituel et les cérémonies de la Sebeïba dans l'oasis de Djanet, Algérie. 

## Pratique
L'origine de cette fête est indéterminée. On raconte que deux tribus du Tassili n'Ajjer mènent une guerre fratricide, mais se réconcilient en apprenant la victoire de Moïse sur le Pharaon. C'est leur paix que célèbre cette fête. Le premier mois du calendrier lunaire musulman se déroule la Sebeïba, qui dure dix jours et est pratiquée par deux communautés de Djanet (les habitants d'El Mihân et ceux de Zelouaz, deux quartiers de Djanet). Des danseurs et des chanteuses participent à un concours de neuf jours nommé Timoulawine afin de pouvoir se produire pour la Sebeïba, qui a lieu le lendemain. Le lieu du rituel se nomme loghya. Les danseurs sont vêtus de tenues guerrières et portent des épées, symboles de guerre, là où les foulards féminins représentent la paix. Ils peuvent entrer en transe. L'amghar, chef de chaque groupe, joue un rôle important pour assurer la victoire. Les chanteuses sont accompagnées de tambourins (les gonga) et interprètent de la musique traditionnelle. Une transmission intergénérationnelle a lieu. Vêtements (dont la Tekoumba, coiffe traditionnelle), bijoux (certains sont volumineux et en formes de triangle), armes et instruments de musique sont faits et entretenus par des artisans locaux. Le jury est composé de Kel Imnas, hommes nobles, qui assistent à la représentation sur leurs chameaux. 

## Reconnaissance
En 2014, Le rituel et les cérémonies de la Sebeïba dans l'oasis de Djanet, Algérie intègre la liste représentative du patrimoine culturel immatériel de l'humanité. D'après la description officielle de l'UNESCO, cette cérémonie constitue un marqueur  de l'identité culturelle des Touaregs du Sahara algérien. Elle est sublimation des pulsions en ce qu'elle permet à des tribus rivales de s'affronter sur le plan artistique au lieu de le faire sur le plan physique. 